# عوفرا شتراوس
عوفرا شتراوس (بالعبرية: עפרה שטראוס) مواليد 22 أغسطس 1960 في إسرائيل، سيدة أعمال إسرائيلية ومديرة شركة مجموعة شترواس الشهيرة في إسرائيل.